# Kawasaki (Kawasaki)

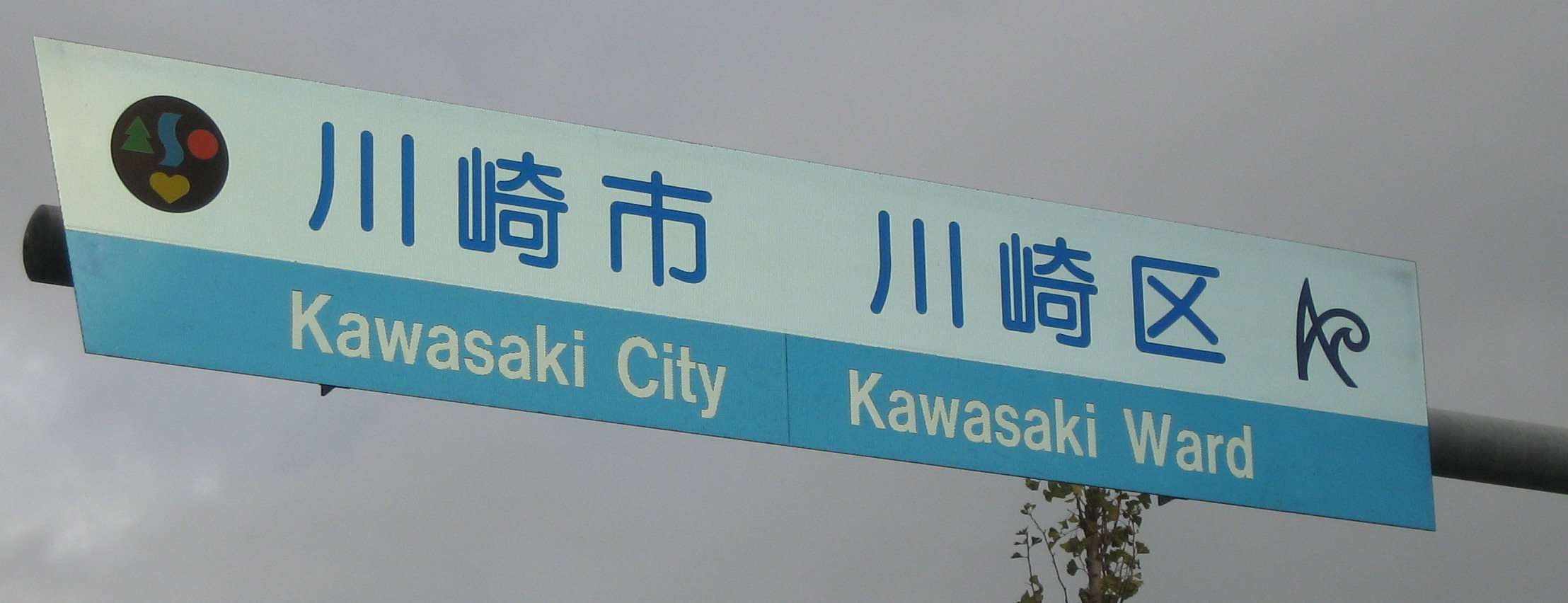
Senyal fronterer del districte

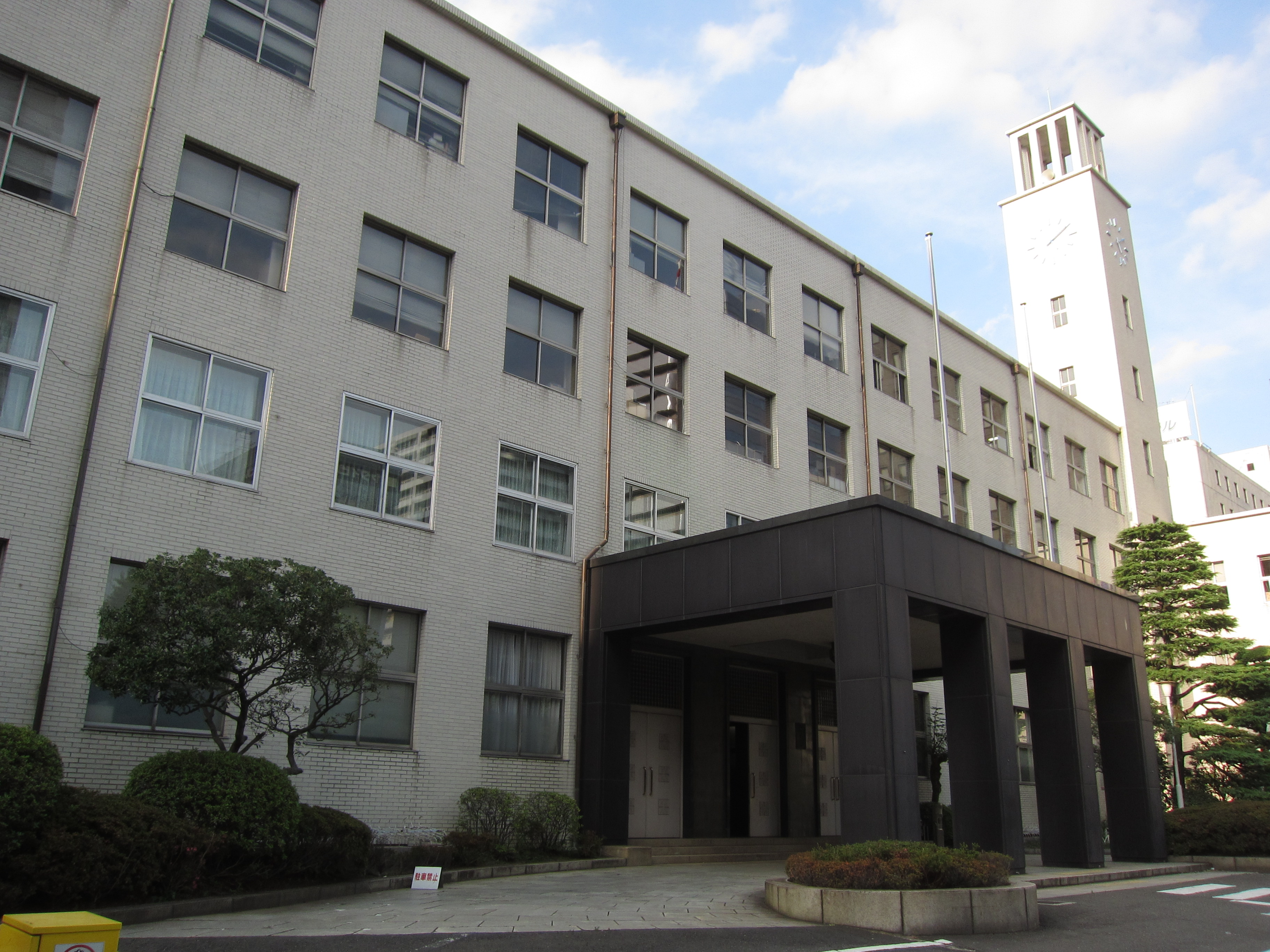
Com a capital municipal, l'Ajuntament de Kawasaki és al districte

Kawasaki (川崎区, Kawasaki-ku) és un dels set districtes urbans de la ciutat de Kawasaki, a la prefectura de Kanagawa, Japó. És el districte capital de la ciutat homònima i on es troben tots els òrgans de govern d'aquesta. Kawasaki és el districte geogràficament més oriental de tota la ciutat. És un districte eminentment comercial i administratiu, on es troben els principals comerços, seus d'empreses i administracions de la ciutat.

## Geografia
El districte urbà de Kawasaki es troba a la banda més oriental de la ciutat de Kawasaki, al nord-est de la prefectura de Kanagawa. El districte fa frontera al nord amb Tòquio, de la qual els separa el riu Tama i al sud amb Yokohama, capital prefectural. Segons estudis arqueològics, la ciutat de Kawasaki va romandre durant el Pliocè sota l'aigua. Gran part del territori del districte són terres guanyades a la badia de Tòquio. El terme del districte de Kawasaki limita amb els d'Ōta (a Tòquio) al nord; amb Kisarazu (a la prefectura de Chiba) a l'est mitjançant l'Aqua-Line Badia de Tòquio obert el 1997; amb el districte urbà de Tsurumi (a Yokohama) al sud i amb el de Saiwai (a Kawasaki) a l'oest.

### Barris
Els barris de Kawasaki són els següents:
- Asada (浅田)
- Asano-chō (浅野町)
- Asahi-chō (旭町)
- Ikegami-shinchō (池上新町)
- Ikegami-chō (池上町)
- Ikeda (池田)
- Isago (砂子)
- Ise-chō (伊勢町)
- Ukishima-chō (浮島町)
- Egawa (江川)
- Ekimae-honchō (駅前本町)
- Enoki-chō (榎町)
- Oiwake-chō (追分町)
- Ōgi-machi (扇町)
- Ōkawa-chō (大川町)
- Ōgishima (扇島)
- Ōshima (大島)
- Ōshima-kamichō (大島上町)
- Ogawa-chō (小川町)
- Oda (小田)
- Oda-Sakae (小田栄)
- Kaizuka (貝塚)
- Kawanakajima (川中島)
- Kannon (観音)
- Kyō-machi (京町)
- Kōkan-dōri (鋼管通)
- Kojima-chō (小島町)
- Sakai-machi (境町)
- Sakuramoto (桜本)
- Shiohama (塩浜)
- Shimo-Namiki (下並木)
- Shōwa (昭和)
- Shiraishi-chō (白石町)
- Shinkawa-dōri (新川通)
- Suzuki-chō (鈴木町)
- Dai-machi (台町)
- Tajima-chō (田島町)
- Tanabe-shinden (田辺新田)
- Ta-machi (田町)
- Daishi-ekimae (大師駅前)
- Daishi-gawara (大師河原)
- Daishi-kōen (大師公園)
- Daishi-honchō (大師本町)
- Daishi-machi (大師町)
- Chidori-chō (千鳥町)
- Tsutsumine (堤根)
- Dekino (出来野)
- Tono-machi (殿町)
- Nakajima (中島)
- Nakaze (中瀬)
- Nisshin-chō (日進町)
- Hama-chō (浜町)
- Higashi-Ōgishima (東扇島)
- Higashi-Dachō (東田町)
- Higashi-Monzen (東門前)
- Hinode (日ノ出)
- Fujisaki (藤崎)
- Fujimi (富士見)
- Horinouchi-chō (堀之内町)
- Hon-chō (本町)
- Mizue-chō (水江町)
- Minato-chō (港町)
- Minami-chō (南町)
- Minami-Wataridachō (南渡田町)
- Miyamae-chō (宮前町)
- Miyamoto-chō (宮本町)
- Motogi (元木)
- Yakō (夜光)
- Yotsuya-kamichō (四谷上町)
- Yotsuya-shimochō (四谷下町)
- Watarida (渡田)
- Watarida-Sannō-chō (渡田山王町)
- Watarida-shinchō (渡田新町)
- Watarida-higashichō (渡田東町)
- Watarida-Mukaichō (渡田向町)

## Història
Sota el Ritsuryō, la zona va formar part del districte de Tachibana, a l'antiga província de Musashi. Durant el període Edo, la zona era un tenryō o zona propietat del bakufu Tokugawa, tot i que administrada per diversos Hatamoto i va prosterar com a casa de postes al Tōkaidō, l'antic camí que connectava Edo amb Kyoto. Després de la restauració Meiji, la zona començà a urbanitzar-se i desenvolupar-se amb la construcció de l'estació de Kawasaki, esdevenint així un important centre de l'indústria pesada nacional. La zona fou majoritàriament destruïda pel gran terratrèmol de Kantō l'any 1923 i per les bombes nord-americanes durant la Segona Guerra Mundial. L'actual districte de Kawasaki fou creat l'1 d'abril de 1972 quan la ciutat fou dividida en districtes urbans.

## Transport

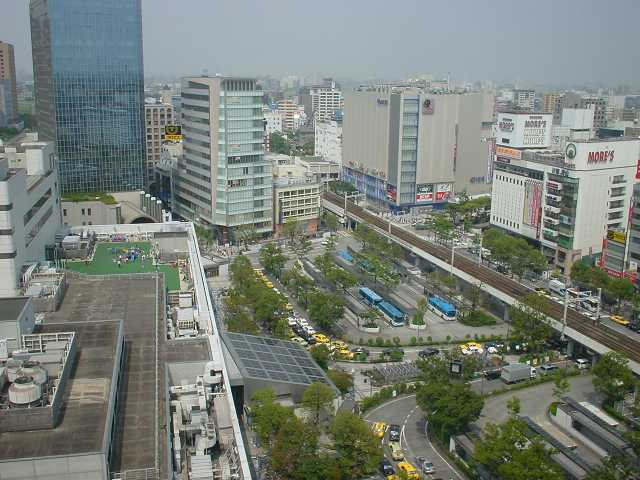
Entorn de l'estació de Kawasaki

### Ferrocarril
- Companyia de Ferrocarrils del Japó Oriental (JR East)
  - Kawasaki - Hatchōnawate - Kawasaki-Shinmachi - Oda-Sakae - Hama-Kawasaki - Musashi-Shiraishi - Shōwa - Ōgimachi - Ōkawa - Kawasaki-Kamotsu
- Ferrocarril Elèctric Exprés de Tòquio-Yokohama (Keikyū)
  - Hatchōnawate - Keikyū-Kawasaki - Minatochō - Suzukichō - Kawasaki-Daishi - Higashi-Monzen - Daishibashi - Kojima-Shinden
- Ferrocarril Costaner de Kanagawa
  - Línies Ukishima i Chidori

### Carretera
- Aqua-Line Badia de Tòquio - Autopista Metropolitana
- N-15 - N-132 - N-357 - N-409
- TK/KN-6 - KN/TK-9 - KN-101 - KN/TK-140